# Spilosmylus camerunensis
Spilosmylus camerunensis is een insect uit de familie watergaasvliegen (Osmylidae), die tot de orde netvleugeligen (Neuroptera) behoort. 
Spilosmylus camerunensis is voor het eerst wetenschappelijk beschreven door Van der Weele in 1905. De soort komt voor in Kameroen en Oeganda.